# غاراج (مقاطعة دورود)
غاراج (بالفارسية: گاراژ) هي قرية تقع في قسم تشالانتشولان الريفي (مقاطعة دورود) في إيران. يقدر عدد سكانها بـ 312 نسمة بحسب إحصاء 2016.